# 8 липня
8 липня — 189-й день року (190-й у високосні роки) в григоріанському календарі. До кінця року залишається 176 днів.

## Свята і пам'ятні дні

### Релігійні

#### Християнство
Католицька церква:
- День Святого Адріана III.
- День Святого Короля Едгара Мирного.
- День Блаженного Євгенія III.
- День Блаженного Петра Пустельника.
- День Святої Сунніви.

 Православна церква:
- Великомученика Прокопія.

 Лютеранська церква:

### Іменини
✝  Католицькі: Євген/Євгеній, Прокіп
✙ Православні: Прокіп

## Події
- 52 до н. е. — прийнята дата заснування Парижа.
- 1497 — перша морська експедиція з Європи до Індії відпливла з Лісабона на чолі з Васко да Гама.
- 1573 — Булонським едиктом покладено край 4-річній війні французьких католиків і гугенотів.
- 1592 — відбулася битва при Сачхоні між японським і корейським флотами.
- 1618 — за «зачаровування» французької королеви була страчена камеристка Марії Медічі.
- 1654 — в Америку прибув перший єврей Яків Барсімсон.
- 1659 — у битві під Конотопом війська гетьмана Івана Виговського за підтримки Кримського ханату завдали нищівної поразки московським військам Олексія Трубецького.
- 1709 — під Полтавою зазнали поразки війська шведського короля Карла XII і українського гетьмана Івана Мазепи у бою проти московських військ царя Петра I. Це зупинило намагання гетьмана Івана Мазепи, котрий виступив союзником шведів, покласти край зазіханням Московського царства на землі України. Він змушений був шукати захисту в Османській імперії і невдовзі помер у селі Варниці біля Бендер. Але це поклало майбутньому повному розгрому московської армії турецькими військами і полонення самого Петра I, якого викупили пізніше на прохання цариці Катерини за величезні коштовності.
- 1796 — видано перший паспорт громадянина США.
- 1889 — вперше вийшла друком фінансова газета «The Wall Street Journal».
- 1913 — завершилися останні вибори у Галицький крайовий сейм, внаслідок яких кількість українських депутатів збільшилася майже вдвічі (з 16 до 31).
- 1916 — указ про мобілізацію на примусові роботи 400 тис. жителів Туркестану і степових областей. Масове повстання казахських племен було жорстоко придушене.
- 1918 — створено Державний сенат Української Держави — вищу судову інституцію.
- 2014 — збірна Німеччини у півфіналі Чемпіонату світу з футболу перемогла на його полі 5-разового чемпіона світу, фаворита і господаря чемпіонату збірну Бразилії з сенсаційним рахунком 7:1 (5:0 в 1-му таймі), побивши при цьому багато світових футбольних рекордів.
- 2024 — Збройні сили Російської Федерації вдарили по лікарні «Охматдит» у Києві крилатою ракетою Х-101.

## Народились
Дивись також Категорія:Народились 8 липня
- 1593 — Артемізія Джентілескі, італійська художниця епохи бароко, представниця Неаполітанської школи.
- 1621 — Жан де Лафонтен, французький поет, байкар.
- 1819 — Ватрослав Лисинський, хорватський композитор, представник епохи ілліризму, що вважається «основоположником нової хорватської та південнослов'янської музики».
- 1819 — Френсіс Леопольд Мак-Клінток, британський полярний дослідник, який знайшов останки полярної експедиції Джона Франкліна.
- 1838 — Фердинанд фон Цепелін, конструктор дирижаблів.
- 1839 — Джон Девісон Рокфеллер, американський нафтовий магнат.
- 1840 — Мануел де Арріага, перший президент Португалії у 1911—1915 роках.
- 1842 — Микола Бенардос, український винахідник, творець дугового електрозварювання (1882).
- 1851 — Сер Артур Джон Еванс, британський археолог, який відкрив Мінойську цивілізацію.
- 1867 — Кете Колльвіц, видатна німецька художниця, графік і скульптор.
- 1882 — Персі Грейнджер, австралійський піаніст і композитор.
- 1885 — Пауль Лені, німецький художник-декоратор і режисер, зробив значний вплив на експресіонізм в кіно.
- 1892 — Річард Олдінгтон, англійський поет і прозаїк.
- 1894 — Петро Капиця, фізик, лауреат Нобелівської премії (1978).
- 1908 — Нельсон Рокфеллер, американський політик і банкір, віцепрезидент США у 1974—1977 рр.
- 1912 — Нижник-Винників Іванна Василівна, українська художниця, керамістка і килимарка.
- 1920 — Готфрід Крістіансен, винахідник конструктора «Лего». Третій син Оле Кірка Крістіансена, засновника Lego Group.
- 1936 — Валентин Чемерис, український письменник.
- 1938 — Лесь Танюк, український письменник, режисер, політик.
- 1938 — Андрій М'ягков, радянський і російський актор театру і кіно, театральний режисер і педагог, автор детективної прози.
- 1950 — Костянтин Райкін, російський та радянський актор кіно та театру, син Аркадія Райкіна.
- 1963 — Дмитро Пєвцов, російський та радянський актор театру та кіно, співак, депутат Державної Думи РФ.
- 1973 — Валерій Залужний, український військовик, генерал, головнокомандувач ЗСУ.
- 1998 — Джейден Сміт, американський актор, репер і танцівник,син Вілла Сміта.

## Померли
Дивись також Категорія:Померли 8 липня
- 1695 — Християн Гюйгенс, нідерландський фізик, механік, математик і астроном.
- 1822 — Персі Біші Шеллі, англійський поет епохи романтизму.
- 1823 — Генрі Реберн, шотландський живописець.
- 1919 — Володимир Науменко, український методист-новатор і теоретик педагогіки, заступник голови УЦР, міністр освіти в уряді гетьмана П. Скоропадського, розстріляний ЧК.
- 1967 — Вів'єн Лі, британська акторка.
- 1979 — Роберт Бернс Вудворд, американський хімік-органік, Лауреат Нобелівської премії з хімії за 1965 рік.
- 1979 — Томонага Синітіро (Sin-itiro Tomonaga), японський фізик, лауреат Нобелівської премії з фізики 1965 року «за фундаментальні роботи по квантовій електродинаміці, що мали глибокі наслідки для фізики елементарних частинок» (спільно з Річардом Фейнманом і Джуліусом Швінгером; *1906).
- 1985 — Саймон Кузнець, американський економіст, який освіту здобув у Харкові, лауреат Нобелівської премії з економіки (1971).
- 1989 — Платон Майборода, український композитор.
- 1993 — Генрі Гацліт, американський економіст, журналіст, письменник.
- 1994 — Кім Ір Сен,  корейський революціонер, північнокорейський державний, військовий, політичний та партійний діяч, президент КНДР від 1948 до 1994 року.
- 2022 — Абе Сіндзо, японський політик, колишній прем'єр-міністр Японії.